# منحنی

نمونه‌ای از یک منحنی ساده و بسته: به این شکل در هندسه درون‌چرخه‌زاد گفته می‌شود.

خَم، خَمیدگی، انحنا، یا مُنحَنی (به انگلیسی: Curve) یک مفهوم هندسی است.

## تعریف منحنی
در ریاضیات، مفهوم منحنی (خم) برای نشان دادن یک شیء یک بعدی و پیوسته به کار می‌رود. یک مثال ساده دایره است. در گفتگوی روزمره یک خط صاف منحنی در نظر گرفته نمی‌شود؛ ولی در مکالمهٔ ریاضیاتی خط‌های مستقیم و پاره خطها نیز خم‌اند. تعداد زیاد دیگری منحنی در هندسه مطالعه می‌شوند.
عبارت منحنی (خم) همچنین در حالاتی استفاده می‌شود که آن را تقریباً هم‌معنی با تابع ریاضی یا نمودار تابع می‌سازد.

## انواع منحنی (خم)
به‌طور کلی، خم یا منحنی بر دو گونه است:
- منحنی مسطح: خمی است که بر روی سطح دوبعدی (صفحه)قابل جایگیری است.
- منحنی کج: خمی فضایی است که روی هیچ صفحه‌ای قرار نگیرد.

## منحنی مسطح
به‌طور شهودی، خم مسطح به مجموعه‌ای از نقطه‌ها گفته می‌شود، به شرط آنکه بتوانیم بدون بلند کردن قلم از روی کاغذ آن را رسم کنیم.

## انواع منحنی مسطح

### منحنی ساده
یک منحنی ساده، یک منحنی مسطح است که هیچ‌یک از نقطه‌های خود را قطع نکند.

### منحنی بسته
منحنی بسته، به خمی گفته می‌شود که نقطه‌های (انتهایی) آن به هم رسیده (و بر همدیگر منطبق) باشند.

### منحنی سادهٔ بسته
منحنی ای ساده بسته است که نقطه‌های ابتدا و انتهایی آن برهم منطبق باشند و نقطه‌های خود را قطع نکند.

## قضیه منحنی جردن
هر منحنی سادهٔ بسته C، صفحه را به سه زیر مجموعهٔ جدا از هم درون، بیرون و روی منحنی تقسیم می‌کند.

## تعاریف
در توپولوژی، منحنی را به صورت زیر تعریف می‌کنیم:
فرض کنیم I بازه‌ای‌ست از اعداد حقیقی (یعنی یک زیر مجموعه همبند ناتهی از {\displaystyle \mathbb {R} }). آنگاه، خم {\displaystyle \!\,\gamma } یک نگاشت پیوسته {\displaystyle \,\!\gamma :I\rightarrow X} است که X یک فضای توپولوژیکی است.
خم {\displaystyle \!\,\gamma } را ساده می‌گویند اگر که برای هر x,y در I داشته باشیم:
{\displaystyle \,\!\gamma (x)=\gamma (y)\rightarrow x=y}
در صورتی که، I بازه‌ای بسته و کراندار {\displaystyle \,\![a,b]} باشد، امکان {\displaystyle \,\!\gamma (a)=\gamma (b)} را هم مجاز در نظر می‌گیریم (این قرارداد امکان این را می‌دهد که راجع به خم سادهٔ بسته صحبت کنیم).
چنانچه، به ازاء برخی {\displaystyle x\neq y} (غیر از دوسر I) داشته باشیم:
{\displaystyle \,\!\gamma (x)=\gamma (y)}
آنگاه به {\displaystyle \,\!\gamma (x)} یک نقطهٔ مضاعف (یا چندگانه) از خم گفته می‌شود.
خم {\displaystyle \!\,\gamma } را بسته یا یک حلقه می‌گوییم اگر {\displaystyle \,\!I=[a,b]} و اگر {\displaystyle \!\,\gamma (a)=\gamma (b)}. بنابراین یک خم بسته یک نگاشت پیوسته از دایره {\displaystyle S^{1}} است. یک خم ساده بسته همچنین یک خم ژوردان گفته می‌شود.
یک خم صفحه‌ای خم‌ای است که برای آن X یک فضای اقلیدسی است—این‌ها مثال‌هایی هستند که ابتدا بیان شدند --. یک خم فضایی خم‌ای است که برای آن X سه بعدی یا فضای اقلیدسی است. یک خم کج خم فضایی است که روی هیچ صفحه‌ای قرار نگیرد. این تعاریف همچنین در مورد خم‌های جبری نیز صادقند. اما در مورد خم جبر معمول است که خم را به داشتن نقاط تعریف شده روی اعداد حقیقی محدود نکنیم.

## قراردادها و اصطلاحات
تفاوت بین یک منحنی و تصویر آن مهم است. دو منحنی متمایز ممکن است تصویر یکسان داشته باشند. به عنوان مثال یک پاره خط می‌تواند در سرعت‌های متفاوت پیموده شود، یا یک دایره می‌تواند به دفعات متفاوت پیموده شود. با این وجود خیلی اوقات ما فقط به تصویر منحنی علاقه‌مندیم. مهم است که هنگام مطالعه به زمینه و قرارداد توجه شود.
نامگذاری نیز همچنین یکسان نیست. اغلت توپولوژیست‌ها از اصطلاح «مسیر» به عنوان آنچه ما منحنی می‌نامیم و از «منحنی» به عنوان به عنوان آنچه ما تصویر می‌نامیم استفاده می‌کنند. اصطلاح «خم» در حساب برداری و هندسه دیفرانسیل معمول است.

## انحناء منحنی‌ها
مقالهٔ اصلی: انحناء

## طول خم

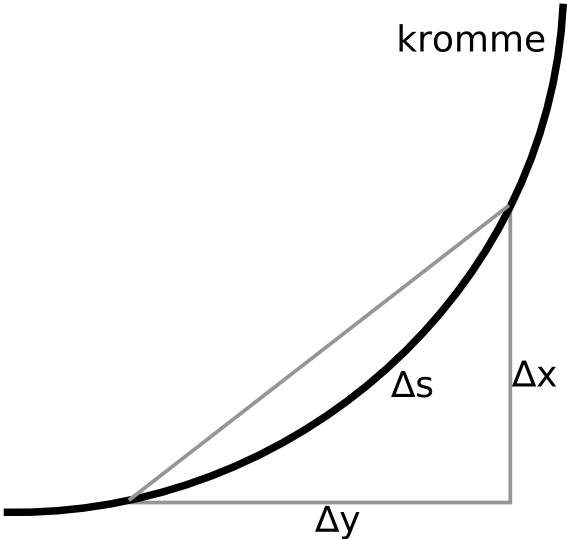
برای یک قطعه کوچک Δs، طول قوس را می‌توان با استفاده از قضیه فیثاغورث تقریبی کرد.

اگر X یک فضای متری با متر d باشد، آنگاه «طول» خم {\displaystyle \!\,\gamma :[a,b]\rightarrow X} را با
{\displaystyle {\mbox{Length}}(\gamma )=\sup \left\{\sum _{i=1}^{n}d(\gamma (t_{i}),\gamma (t_{i-1})):n\in \mathbb {N} {\mbox{ and }}a=t_{0}<t_{1}<\cdots <t_{n}=b\right\}.}
تعریف کنیم.
یک خم تصحیح پذیر یک خم با طول متناهیست. معادله پارامتری از {\displaystyle \!\,\gamma } طبیعی (یا سرعت واحد یا پارامتری شده با طول خم) نامیده می‌شود اگر برای هر {\displaystyle t_{1}}، {\displaystyle t_{2}} در {\displaystyle [a,b]} داشته باشیم
{\displaystyle {\mbox{length}}(\gamma |_{[t_{1},t_{2}]})=|t_{2}-t_{1}|}
اگر {\displaystyle \!\,\gamma } یک تابع پیوسته لیپشیتس باشد، آنگاه خودش تصحیح‌پذیر است. بعلاوه، در این حالت، می‌توان سرعت {\displaystyle \!\,\gamma } در {\displaystyle t_{0}} را به صورت
{\displaystyle {\mbox{speed}}(t_{0})=\limsup _{t\to t_{0}}{d(\gamma (t),\gamma (t_{0})) \over |t-t_{0}|}}
تعریف کرد؛ و آنگاه
{\displaystyle {\mbox{length}}(\gamma )=\int _{a}^{b}{\mbox{speed}}(t)\,dt.}
به‌طور خاص، اگر {\displaystyle X=\mathbb {R} ^{n}} یک فضای اقلیدسی و {\displaystyle \gamma :[a,b]\rightarrow \mathbb {R} ^{n}} مشتق‌پذیر باشد آنگاه
{\displaystyle {\mbox{Length}}(\gamma )=\int _{a}^{b}\left|\,{d\gamma  \over dt}\,\right|\,dt.}